# 桶川スポーツランド
桶川スポーツランド（おけがわスポーツランド）は、埼玉県桶川市川田谷字上野に位置するサーキットである。
利用者などにおいては「桶スポ」という略称が用いられていることも多い。
ライセンスフリーで走行できる。ミニバイクレースやカートレース、4輪ジムカーナ、4輪走行会など桶川スポーツランド主催のイベントやレースが多数ある。WGP の青山博一、青山周平、高橋裕紀も桶川スポーツランドで育つ。
2018年からテルルがネーミングライツを獲得し、「テルル桶川スポーツランド」という名称になった。
2023年からMoto-UPがネーミングライツを獲得し、「Moto-UP 桶川スポーツランド」という名称になった。

## コース
- 全長：840m　最大直線：155m　コース幅：6 - 12m　最大高低差1.3mで左回りである。
- 路面のミューが低く、ギャップが多い（部分的に路面改修されている）。
- 大型バイクに比べてミニバイクの走行枠が多く確保されている。
- モタード車両の数が多く、スライド走行を見物できる。
- 河川敷という立地条件ゆえ、台風や大雨の際には冠水して走路が閉鎖となる場合がある。
- 以前はドリフト走行が可能だったが、利用者のマナーの悪さを理由に2013年から禁止となった。